# Nao Hibino
Nao Hibino (jap. 日比野 菜緒 Hibino Nao; ur. 28 listopada 1994 w Aichi) – japońska tenisistka.

## Kariera tenisowa
Dotychczas zwyciężyła w dziewięciu singlowych i jedenastu deblowych turniejach rangi ITF. 18 stycznia 2016 roku zajmowała najwyższe miejsce w rankingu singlowym WTA Tour – 56. pozycję, natomiast 31 lipca 2017 osiągnęła najwyższą pozycję w rankingu deblowym – 43. miejsce.
Jej największymi sukcesami w grze pojedynczej są zwycięstwa w turniejach cyklu WTA Tour w Taszkencie (2015) i Hiroszimie (2019). W grze podwójnej triumfowała natomiast w Monterrey (2017) i Hiroszimie (2019).

## Historia występów wielkoszlemowych
Legenda
     W, wygrany turniej
     F, przegrana w finale
     SF, przegrana w półfinale
     QF, przegrana w ćwierćfinale
     xR, przegrana w x rundzie
     Qx, przegrana w x rundzie kwalifikacji
     A, brak startu
     NH, turniej nie odbył się

### Występy w grze pojedynczej
| Australian Open        | A   | A   | A   | A  | 1R | 1R | 1R  | Q1  | 2R | 2R  | 1R  | Q3 | 1R  | 1R | 0 / 8  | 2 – 8  |  |  |  |  |  |  |  |  |  |  |
| French Open            | A   | A   | A   | A  | 1R | 1R | Q1  | Q3  | 2R | 2R  | Q3  | 1R | 1R  |    | 0 / 6  | 2 – 6  |  |  |  |  |  |  |  |  |  |  |
| Wimbledon              | A   | A   | A   | Q2 | 1R | 1R | A   | Q1  | NH | 2R  | A   | 1R | 1R  |    | 0 / 5  | 1 – 5  |  |  |  |  |  |  |  |  |  |  |
| US Open                | A   | A   | Q2  | Q3 | 1R | 2R | Q2  | Q2  | 1R | 1R  | Q3  | Q1 | 1R  |    | 0 / 5  | 1 – 5  |  |  |  |  |  |  |  |  |  |  |
|                        |     |     |     |    |    |    |     |     |    |     |     |    |     |    |        |        |  |  |  |  |  |  |  |  |  |  |
| Ranking na koniec roku | 578 | 291 | 207 | 78 | 84 | 92 | 119 | 102 | 72 | 126 | 137 | 90 | 152 |    | 0 / 24 | 6 – 24 |  |  |  |  |  |  |  |  |  |  |

### Występy w grze podwójnej
| Australian Open        | A    | A   | A   | A   | 1R | 2R | 1R | 3R | 2R | 1R  | 2R  | A   | A   | A | 0 / 7  | 5 – 7   |  |  |  |  |  |  |  |  |  |  |  |
| French Open            | A    | A   | A   | A   | 2R | 3R | 2R | 1R | 1R | 2R  | A   | A   | 2R  |   | 0 / 7  | 6 – 7   |  |  |  |  |  |  |  |  |  |  |  |
| Wimbledon              | A    | A   | A   | A   | 1R | 1R | A  | 1R | NH | 2R  | A   | A   | 2R  |   | 0 / 5  | 2 – 5   |  |  |  |  |  |  |  |  |  |  |  |
| US Open                | A    | A   | A   | A   | 3R | 2R | 3R | 1R | 1R | 1R  | A   | A   | A   |   | 0 / 6  | 5 – 6   |  |  |  |  |  |  |  |  |  |  |  |
|                        |      |     |     |     |    |    |    |    |    |     |     |     |     |   |        |         |  |  |  |  |  |  |  |  |  |  |  |
| Ranking na koniec roku | 1068 | 327 | 318 | 167 | 80 | 50 | 68 | 66 | 68 | 104 | 125 | 147 | 122 |   | 0 / 25 | 18 – 25 |  |  |  |  |  |  |  |  |  |  |  |

### Występy w grze mieszanej
Nao Hibino nigdy nie startowała w rozgrywkach gry mieszanej podczas turniejów wielkoszlemowych.

## Finały turniejów WTA
| Legenda                     | Legenda |
| --------------------------- | ------- |
| Wielki Szlem                |         |
| Igrzyska olimpijskie        |         |
| WTA Tour Championships      |         |
| 2009 – 2020                 |         |
| WTA Premier Mandatory       |         |
| WTA Premier 5               |         |
| WTA Premier                 |         |
| WTA International Series    |         |
| WTA 125K series (2012–2020) |         |
| od 2021                     |         |
| WTA 1000 (obowiązkowe)      |         |
| WTA 1000 (nieobowiązkowe)   |         |
| WTA 500                     |         |
| WTA 250                     |         |
| WTA 125                     |         |

### Gra pojedyncza 6 (3–3)
| Końcowy wynik | Nr | Data                | Turniej      | Nawierzchnia | Przeciwniczka     | Wynik finału  |
| ------------- | -- | ------------------- | ------------ | ------------ | ----------------- | ------------- |
| Zwyciężczyni  | 1. | 3 października 2015 | Taszkent     | Twarda       | Donna Vekić       | 6:2, 6:2      |
| Finalistka    | 1. | 1 października 2016 | Taszkent     | Twarda       | Kristýna Plíšková | 3:6, 6:2, 3:6 |
| Finalistka    | 2. | 5 marca 2017        | Kuala Lumpur | Twarda       | Ashleigh Barty    | 3:6, 2:6      |
| Finalistka    | 3. | 30 lipca 2017       | Nanchang     | Twarda       | Peng Shuai        | 3:6, 2:6      |
| Zwyciężczyni  | 2. | 15 września 2019    | Hiroszima    | Twarda       | Misaki Doi        | 6:3, 6:2      |
| Zwyciężczyni  | 3. | 7 sierpnia 2023     | Praga        | Twarda       | Linda Nosková     | 6:4, 6:1      |

### Gra podwójna 7 (3–4)
| Końcowy wynik | Nr | Data                 | Turniej   | Nawierzchnia | Partnerka           | Przeciwniczki                         | Wynik finału      |
| ------------- | -- | -------------------- | --------- | ------------ | ------------------- | ------------------------------------- | ----------------- |
| Zwyciężczyni  | 1. | 9 kwietnia 2017      | Monterrey | Twarda       | Alicja Rosolska     | Dalila Jakupović Nadija Kiczenok      | 6:2, 7:6(4)       |
| Finalistka    | 1. | 30 września 2017     | Taszkent  | Twarda       | Oksana Kalasznikowa | Tímea Babos Andrea Hlaváčková         | 5:7, 4:6          |
| Finalistka    | 2. | 4 lutego 2018        | Tajpej    | Twarda       | Oksana Kalasznikowa | Duan Yingying Wang Yafan              | 6:7(4), 6:7(5)    |
| Zwyciężczyni  | 2. | 15 września 2019     | Hiroszima | Twarda       | Misaki Doi          | Christina McHale Walerija Sawinych    | 3:6, 6:4, 10–4    |
| Finalistka    | 3. | 13 października 2019 | Tiencin   | Twarda       | Miyu Katō           | Shūko Aoyama Ena Shibahara            | 3:6, 5:7          |
| Finalistka    | 4. | 25 kwietnia 2021     | Stambuł   | Ceglana      | Makoto Ninomiya     | Wieronika Kudiermietowa Elise Mertens | 1:6, 1:6          |
| Zwyciężczyni  | 3. | 7 sierpnia 2023      | Praga     | Twarda       | Oksana Kalasznikowa | Quinn Gleason Elixane Lechemia        | 6:7(7), 7:5, 10–3 |

## Finały turniejów WTA 125

### Gra podwójna 2 (0–2)
| Końcowy wynik | Nr | Data                | Turniej  | Nawierzchnia | Partnerka           | Przeciwniczki                        | Wynik finału   |
| ------------- | -- | ------------------- | -------- | ------------ | ------------------- | ------------------------------------ | -------------- |
| Finalistka    | 1. | 8 czerwca 2024      | Makarska | Ceglana      | Oksana Kalasznikowa | Sabrina Santamaria Iryna Szymanowicz | 4:6, 6:3, 6–10 |
| Finalistka    | 2. | 6 października 2024 | Hongkong | Twarda       | Makoto Ninomiya     | Monica Niculescu Elena-Gabriela Ruse | 3:6, 7:5, 5–10 |

## Wygrane turnieje rangi ITF
| turnieje z pulą nagród 100 000 $   |
| turnieje z pulą nagród 75/80 000 $ |
| turnieje z pulą nagród 50/60 000 $ |
| turnieje z pulą nagród 25 000 $    |
| turnieje z pulą nagród 15 000 $    |
| turnieje z pulą nagród 10 000 $    |

### Gra pojedyncza
|    | Data       | Turniej   | Naw.            | Przeciwniczka     | Wynik         |
| 1. | 11/06/2012 | Tokio     | Twarda          | Mari Tanaka       | 6:0, 6:2      |
| 2. | 24/06/2012 | Mie       | Trawiasta       | Yurina Koshino    | 6:2, 0:6, 6:3 |
| 3. | 15/09/2012 | Kioto     | Dywanowa (hala) | Yuuki Tanaka      | 6:4, 2:6, 6:2 |
| 4. | 01/09/2013 | Tsukuba   | Twarda          | Erika Sema        | 6:4, 7:6(2)   |
| 5. | 17/05/2015 | Kurume    | Trawiasta       | Eri Hozumi        | 6:3, 6:1      |
| 6. | 13/07/2015 | Stockton  | Twarda          | An-Sophie Mestach | 6:1, 7:6(6)   |
| 7. | 02/08/2015 | Lexington | Twarda          | Samantha Crawford | 6:2, 6:1      |
| 8. | 15/07/2018 | Honolulu  | Twarda          | Jessica Pegula    | 6:0, 6:2      |
| 9. | 09/04/2023 | Kashiwa   | Twarda          | Jang Su-jeong     | 6:4, 6:3      |

### Gra podwójna
|    | Data       | Turniej        | Naw.            | Partnerka          | Przeciwniczki                             | Wynik          |
| 1. | 15/09/2012 | Kioto          | Dywanowa (hala) | Emi Mutaguchi      | Miyu Katō Misaki Mori                     | 6:4, 6:3       |
| 2. | 25/05/2013 | Goyang         | Twarda          | Akiko Ōmae         | Han Na-lae Yoo Mi                         | 6:4, 6:4       |
| 3. | 03/04/2015 | Bangkok        | Ceglana         | Miyu Katō          | Miyabi Inoue Akiko Ōmae                   | 6:4, 6:2       |
| 4. | 02/08/2015 | Lexington      | Twarda          | Emily Webley-Smith | Nicha Lertpitaksinchai Peangtarn Plipuech | 6:2, 6:2       |
| 5. | 30/10/2016 | Poitiers       | Twarda (hala)   | Alicja Rosolska    | Alexandra Cadanțu Nicola Geuer            | 6:0, 6:0       |
| 6. | 20/10/2018 | Suzhou         | Twarda          | Misaki Doi         | Luksika Kumkhum Peangtarn Plipuech        | 6:2, 6:3       |
| 7. | 17/08/2019 | Vancouver      | Twarda          | Miyu Katō          | Naomi Broady Erin Routliffe               | 6:2, 6:2       |
| 8. | 09/11/2019 | Shenzhen       | Twarda          | Makoto Ninomiya    | Sopia Szapatawa Emily Webley-Smith        | 6:4, 6:0       |
| 9. | 08/05/2022 | Bonita Springs | Ceglana         | Tímea Babos        | Wolha Hawarcowa Katarzyna Kawa            | 6:4, 3:6, 10–7 |